# Paul Keegan
Paul Keegan (Dublino, 5 luglio 1984) è un ex calciatore irlandese, di ruolo centrocampista.

## Carriera

### Club
Mosse i primi passi nella propria città natale, Dublino, fino a che nel 2000 venne ingaggiato dal Leeds United, che in quella stagione militava in Premier League ed arrivò alle semifinali di Champions League. Non riuscì però ad esordire in prima squadra e dopo un prestito annuale allo Scunthorpe United nel 2005 ritornò in Irlanda, al Drogheda United, con il quale vinse subito la Coppa d'Irlanda e due anni dopo anche il campionato.
Nel gennaio 2009 venne ingaggiato dal Bohemian e nel 2010 tornò in Inghilterra, tra le file del Doncaster Rovers, con cui disputò diverse stagioni nelle serie inferiori, vincendo un campionato di terza divisione nel 2013.

### Nazionale
Ha rappresentato l'Irlanda a livello giovanile, indossando anche la fascia di capitano nell'under-21, senza tuttavia mai raggiungere la Nazionale maggiore.

## Palmarès
- Campionato irlandese: 2

Drogheda United: 2007
Bohemians: 2009
- Coppa d'Irlanda: 1

Drogheda United: 2005
- Coppa di Lega irlandese: 1

Bohemians: 2009
- League of Ireland First Division: 1

Waterford: 2017
- Setanta Sports Cup: 3

Drogheda United: 2006, 2007
Bohemians: 2010
- League One: 1

Doncaster Rovers: 2012–13